# Oldřich z Paběnic
Oldřich z Paběnic (německy Ulrich Woracziczky von Babienitz) byl český šlechtic z rodu Voračických z Paběnic, mnich řádu cisterciáků a římskokatolický kněz. Působil jako pražský kanovník, administrátor pražského biskupství a opat sedleckého kláštera v první polovině 14. století.

## Život
Pocházel z vladyckého rodu Voračicických z Paběnic. Spolu s bratrem Hrabišem (1289–1318)  vlastnil Paběnice u Kutné Hory.
V mládí zřejmě studoval na italských univerzitách. Proslul znalostí kanonického práva a působil jako kanovník v Praze. Byl také členem královské rady a jménem krále Václava II. jednal s papežem Bonifácem VIII.
Mezi roky 1319 a 1325 působil v nepřítomnosti biskupa Jana z Dražic v Čechách jako administrátor pražského biskupství.
V roce 1327 vstoupil do sedleckého kláštera, kde se stal mnichem a roku 1330 byl zvolen opatem.V době morové nákazy z vedení odstoupil.  13. prosince 1334 je o něm zmínka v královském poselství.